# Chilaquil
Miguel López (* 1936 in Teocuitatlán de Corona, Jalisco; † 28. September 2023), besser bekannt unter seinem Spitznamen „El Chilaquil“, war ein mexikanischer Fußballspieler auf der Position eines Torwarts.

## Leben
Gemäß der Chronik des Club Imperio stand „El Chilaquil“ von 1957 bis 1962 beim benachbarten Club Deportivo Guadalajara unter Vertrag, wohingegen er in der Chronik dieses Vereins nur im Kader der Meistermannschaft der Saison 1960/61 erwähnt wird. Dies lässt darauf schließen, dass er entweder nur in jener Spielzeit zum Kader der ersten Mannschaft gehörte bzw. nur in dieser Spielzeit zu Einsätzen kam, was entsprechend auch von der dem Club Deportivo Guadalajara gewidmete Statistikseite bei der Rec.Sport.Soccer Statistics Foundation erwähnt wird, die ihm nur in jener Spielzeit (insgesamt 3) Einsätze zuschreibt.
Anschließend stand „El Chilaquil“ noch bei Atlético Morelia unter Vertrag (genannt sind die Jahre 1963 bis 1966) und hütete nach dem Ende seiner Laufbahn als Profispieler noch eine Zeitlang das Tor des früher für seine hervorragende Nachwuchsarbeit bekannten Club Imperio. Außerdem bestritt er einige Spiele der Veteranenmannschaft des  Club Deportivo Guadalajara.